# Harris Memel Fotê
Harris Memel Fotê (Mopoyem, Dabou,  1 de enero de 1930 - Abiyán, 11 de mayo de 2008) fue un antropólogo, sociólogo e historiador de Costa de Marfil. En los años 1960 fue fundador del Instituto de etno-sociología de la Universidad de Abiyán. Miembro de la Academia universal de las culturas, Fue uno de los primeros profesores africanos que enseñó en secundaria y en la universidad en África. Fue cofundador del Frente Popular Marfileño y es considerado como uno de los intelectuales más próximos a este partido.

## Biografía
Nació en Mopoyem, una aldea en la subprefectura de Dabou en el sur de Costa de Marfil. Estudió el bachillerato de Filosofía y Letras en el Collège de Grasse, en Alpes Marítimos (1951). Obtuvo el certificado de Estudios Literarios Generales, Sección clásica en Hypokhâgne, Liceo de Niza (1952) accediendo posteriormente a la Universidad de Aix-Marsella donde se licenció en la Escuela de Letras (1956) y se diplomó en Estudios Superiores de Filosofía (1957). Años más tarde obtuvo un doctorado en Sociología por la Sorbona de París (1970) y un doctorado de Letras en la Escuela de Estudios Superiores en Ciencias Sociales de París (EHESS).
En el ámbito político, es conocido como una figura emblemática en apoyo a las corrientes y movimientos independentistas próximo al presidente Laurent Gbagbo. Tuvo relaciones tensas con la comunidad francesa poscolonial a la que acusaba de ejercer un excesivo control sobre su país. 
Apoyó la independencia de Guinea y se trasladó a este país en 1959 como profesor, tras el referéndum de septiembre de 1958 se encontró de la noche a la mañana sin el apoyo técnico francés cuando dijo "No" al freferendum y trabajó como profesor de filosofía en el Liceo Donka en Guinea. En 1960 regresó a Costa de Marfil donde de 1960 a 1962 fue profesor en el Liceo de Cocody y posteriormente  de 1962 a 1965 en la Escuela Normal Suiperior de Abiyán.
El 30 de abril de 1959 llegó a ser encarcelado en Abiyán, recordaba Laurent Gbagbo con quien fue cofundador junto a del Frente Popular Marfileño, en francés Front Populaire Ivoirien (FPI) en 1982, partido por el que fue elegido diputado en el año 2000. Fue liberado el 6 de agosto de 1960, la víspera de la proclamación de la independencia de Costa de Marfil.
En la Universidad de Abiyán trabajó como asistente de antropología (1965-1971), maestro asistente y maestro de Conferencias hasta convertirse en 1990 en profesor honorario.
Relacionado durante toda su trayectoria profesional con la enseñanza y la investigación, en 1967 fue miembro fundador del Instituto del Instituto de Etno-Sociología de la Universidad de Abiyán. De 1973 a 1976  fue director adjunto y uno de sus miembros fundadores del y director de estudios de la Escuela de Estudios Superiores en Ciencias Sociales de París (EHESS) de 1978-1979 y 1991-1992, además de miembro del Comité de redacción de la revista Cahiers d'Etudes Africaines de 1986 a 1995.
Fue también miembro de la Academia universal de culturas creada en Francia en 1992 por François Mitterrand y presidida por Elie Wiesel además de miembro del Comité Ejecutivo de su comité ejecutivo. Dos años después se incorporó al Comité Científico Internacional de la ruta de la esclavitud de la UNESCO (1994). En el año 2000 fue elegido Presidente de honor de la Asociación Panafricana de Antropólogos de la Universidad de Bouaké.
Fue también titular de la cátedra internacional en el Collège de France en 1995-1996.
Cuando tenía más de 70 años, inició el ambicioso proyecto de crear en Abiyán de la Academia de las Ciencias, Artes y Culturas de África y de las Diásporas Africanas que veía como «un elemento de subversión del antiguo orden para la nueva sociedad» y de la que fue su primer presidente de 2001 hasta su muerte en 2008.  
Conferencista y profesor de la Universidad de Costa de Marfil, es especialmente conocido por una tesis monumental sobre La esclavitud en las sociedades de linaje del bosque marfileño, siglos XVII-XX , publicada finalmente en 2007.
Harris Memel Fotê murió en Abiyán el 11 de mayo de 2008 a los 78 años. En homenaje a su memoria el presidente Laurent Gbagbo destacó que Memel Fotê «encarna la conciencia de una cierta idea de la dignidad del hombre negro, de la libertad de África y de la independencia de los Estados africanos».

## Obra
En sus numerosos trabajos trató temas como el concepto de la cultura, los sistemas políticos, la democracia, la estructura de pensamiento, los procesos de desarrollo, las dinámicas religiosas, mundialización, educación, estética, igualdad entre hombres y mujeres, literatura, teatro, medicina y salud, relaciones entre etnias y nación, historia de la esclavitud, etc.
En 1980 publicó Le système politique de Lodjoukrou, une société lignagère à classes d’âge y nueve años después en diciembre de 1995 como titular de la cátedra internacional en el  Collège de France dictó la lección inaugural: La esclavitud de linaje africano y la antropología de los derechos del hombre.  Otro de sus títulos referentes: Fonder une nation africaine démocratique et socialiste en Côte d'Ivore. Congrès extraordinaire du Front popular ivoriene.
En 1972 era uno de los pocos autores africanos que se interrogaba sobre la igualdad entre los sexos. Entre los diversos artículos sobre antropología histórica y social publicó "Las ciencias sociales y la noción de civilización de la mujer. Ensayo sobre la desigualdad social de los sexos en las sociedades africanas" además de dictar en 1972 la conferencia La civilización de la mujer en la tradición africana en Abiján. En 1995 escribió  La trata de Negras en el siglo XVIII en la Enciclopedia política e historia de las mujeres. Presses Universitaires de France, Paris.

## Distinciones y condecoraciones
- Comendador de la Orden del Mérito para la Educación Nacional de Costa de Marfil  (1981)
- Oficial de la Orden del Mérito Cultural (1985)
- Miembro de la Academia universal de culturas y miembro de su comité ejecutivo
- Miembro y primer presidente de la Academia de ciencias, artes, culturas de África y Diásporas Africanas (2004-2008)

## Fundación Harris Memel Fôté
En Abiyán en 2008 se creó la Fundación Harris Memel-Fôté, también conocida como Fundación Memel Fôté-Jean Jaures  un centro panafricano de formación y documentación presidido por Séry Bailly dedicado a promover los valores democráticos, humanistas y de paz, dar a conocer el socialismo.

## Publicaciones
- Harris Memel-Fotê (2007). L'esclavage dans les sociétés lignagères de la forêt ivoirienne. Éditions du CERAP et IRD. p. 1010.
- Harris Memel-Fotê (1980). Le système politique de Lodjoukrou. Présence africaine. p. 479.
- ‘’Le système politique de Lodjoukrou, une société lignagère à classes d’âge (Côte-d’Ivoire) ‘’. Thèse de doctorat de 3ème Cycle 1969, Institut d’Ethnosociologie, Université d’Abidjan, revue et augmentée, NEA, Abidjan Présence Africaine, Paris, 479 p (1980) ;
- (Bajo la direction de HARRIS MEMEL-FOTÊ) ‘’ Les représentations de la santé et de la maladie chez les ivoiriens‘’, Ed. l’Harmattan, Paris, 209 p (1998) ;
- ‘’La civilisation animiste‘’. Actas del coloquio sobre ‘’las religiones en Africae‘’, Abidjan, avril, Présence, Paris, pp. 31-58 (1962) ;
- ‘’Enquête sur la sorcellerie en pays adioukrou. Question de méthode‘’ Bulletin de liaison du Centre Universitaire de Recherche de Développement (CURD), 1970, Présence Africaine, Paris, pp. 25-30 ;
- ‘’Confucius et l’esclavage : une philosophie problématique ‘’. Annales de l’Université d’Abidjan, 1984, série F, tome XII, Ethno-Sociologie, Université nationale de Côte-d’Ivoire, PP.103-137 ;
- ‘’Une leçon inaugurale au collège de France : l’esclavage lignager africain et l’anthropologie des droits de l’homme’’, Ed. du GIDIS-CI, Notes